# 間之町 (岐阜市)
間之町（あいのまち）は、岐阜県岐阜市の町名。郵便番号は500-8083（集配局:岐阜中央郵便局）。

## 地理
岐阜市中央部に位置し、東は上竹屋町、西は矢島町1丁目、南は中竹屋町に接する小地区である。

## 世帯数と人口
2025年（令和7年）4月1日現在の世帯数と人口は以下の通りである。
| 町丁   | 世帯数 | 人口 |
| ------ | ------ | ---- |
| 間之町 | 5世帯  | 9人  |

## 学区
市立小・中学校に通う場合、学区は以下の通りとなる。
| 地域 | 小学校             | 中学校                 |
| ---- | ------------------ | ---------------------- |
| 全域 | 岐阜市立岐阜小学校 | 岐阜市立岐阜中央中学校 |

## 歴史
江戸期は岐阜城下の1町であった。

### 沿革
- 1872年（明治5年） - 西鑷（けぬき）横町が岐阜間之町に改称[6]。
- 1889年（明治22年）7月1日 - 市制施行に伴い、岐阜市岐阜間之町となる[6]。
- 1909年（明治42年）6月8日 - 間之町に改称[6][4]。